# Hans Herrmann
 Ikke at forveksle med Hans Hermann.
Hans Herrmann (født 8. marts 1858 i Berlin, død 21. juli 1942 sammesteds) var en tysk landskabs- og genremaler.
Herrmann var elev af Berlin-akademiet. Af hans arbejder i olie eller vandfarve må nævnes: Fisketorvet i Amsterdam, Hollandsk fiskeauktion, Amsterdams jødekvarter, Gade i Chioggia, Ved Garda-søen; endelig en del Hamburg-prospekter (hvoraf flere i Hamburger Kunsthalle) og Kyst ved Helsingør. På den internationale kunstudstilling i København 1897 sås blandt andet hans Gadescene i Amsterdam.